# Leposternon infraorbitale
Leposternon infraorbitale — вид плазунів з родини амфісбенових (Amphisbaenidae). Ендемік Бразилії. Описаний у 2008 році.

## Поширення і екологія
Leposternon infraorbitale мешкають в штатах Мату-Гросу, Мату-Гросу-ду-Сул, Гояс, Баїя, Еспіріту-Санту, Мінас-Жерайс, Ріо-де-Жанейро, Токантінс, Акрі і Рондонія. Вони живуть в галерейних лісах в саванах серрадо.